# Zaanenpark
Het Zaanenpark is een park in het stadsdeel Haarlem-Noord van de Noord-Hollandse stad Haarlem. Het maakte vroeger deel uit van de heerlijkheid Zaanen. In het park bevinden zich  naast Huis te Zaanen, een buurthuis, een speeltuin en een skatebaan.
In 1931 werd er ter gelegenheid van de Haarlemse Lichtweek tijdelijk een lunapark met kermisattracties neergezet. Sindsdien wordt er ter gelegenheid van Koningsdag jaarlijks kermis gehouden. Daarnaast vindt er ieder jaar het buurtfestival 'Zomer in de Zaanen' plaats.
Buurthuis 'Posthuis Zaanenpark' brandde in 2020 geheel af. De buurt maakt in samenwerking met de gemeente Haarlem plannen om het te herbouwen.

## Afbeeldingen

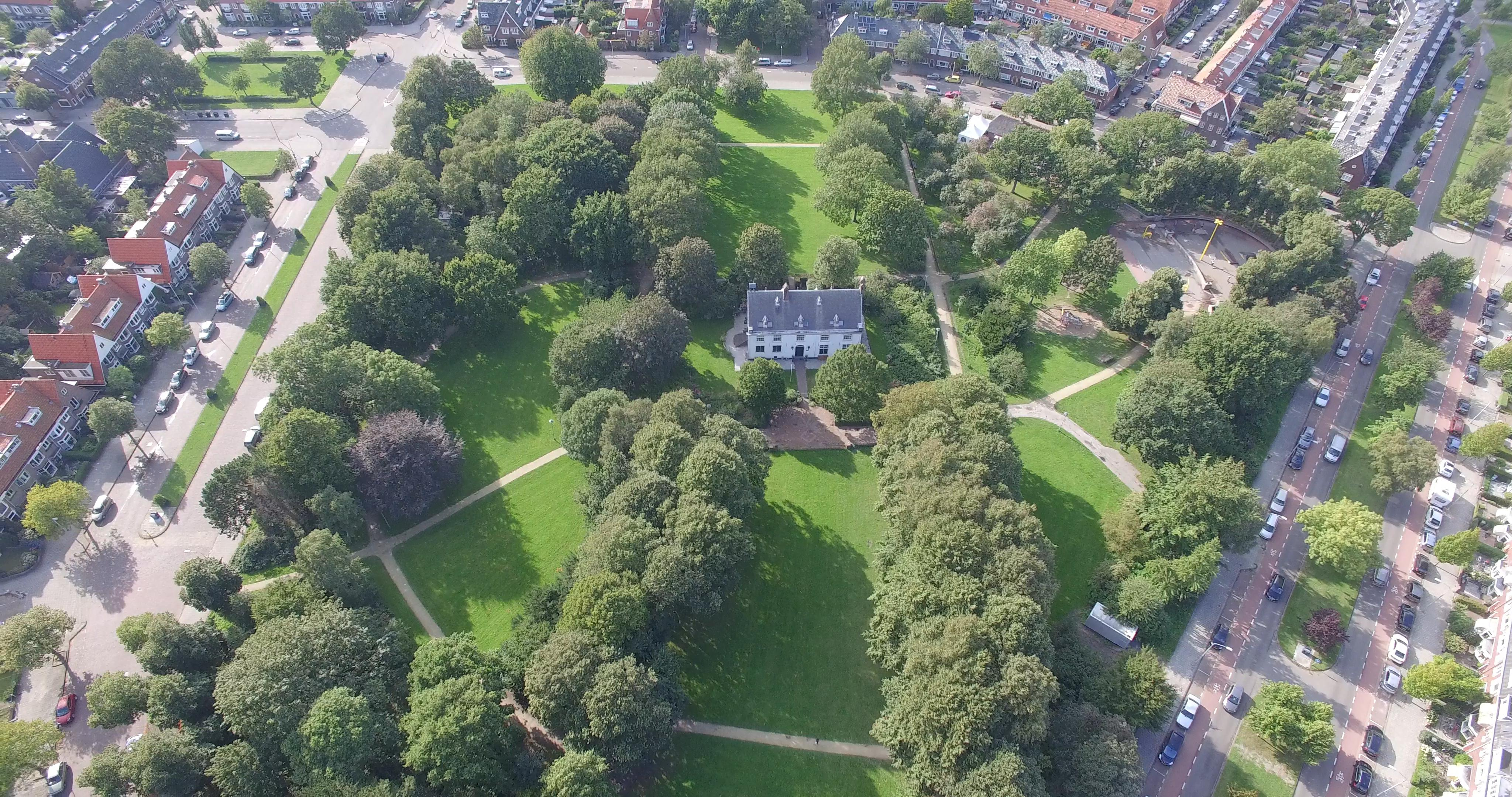
Luchtfoto
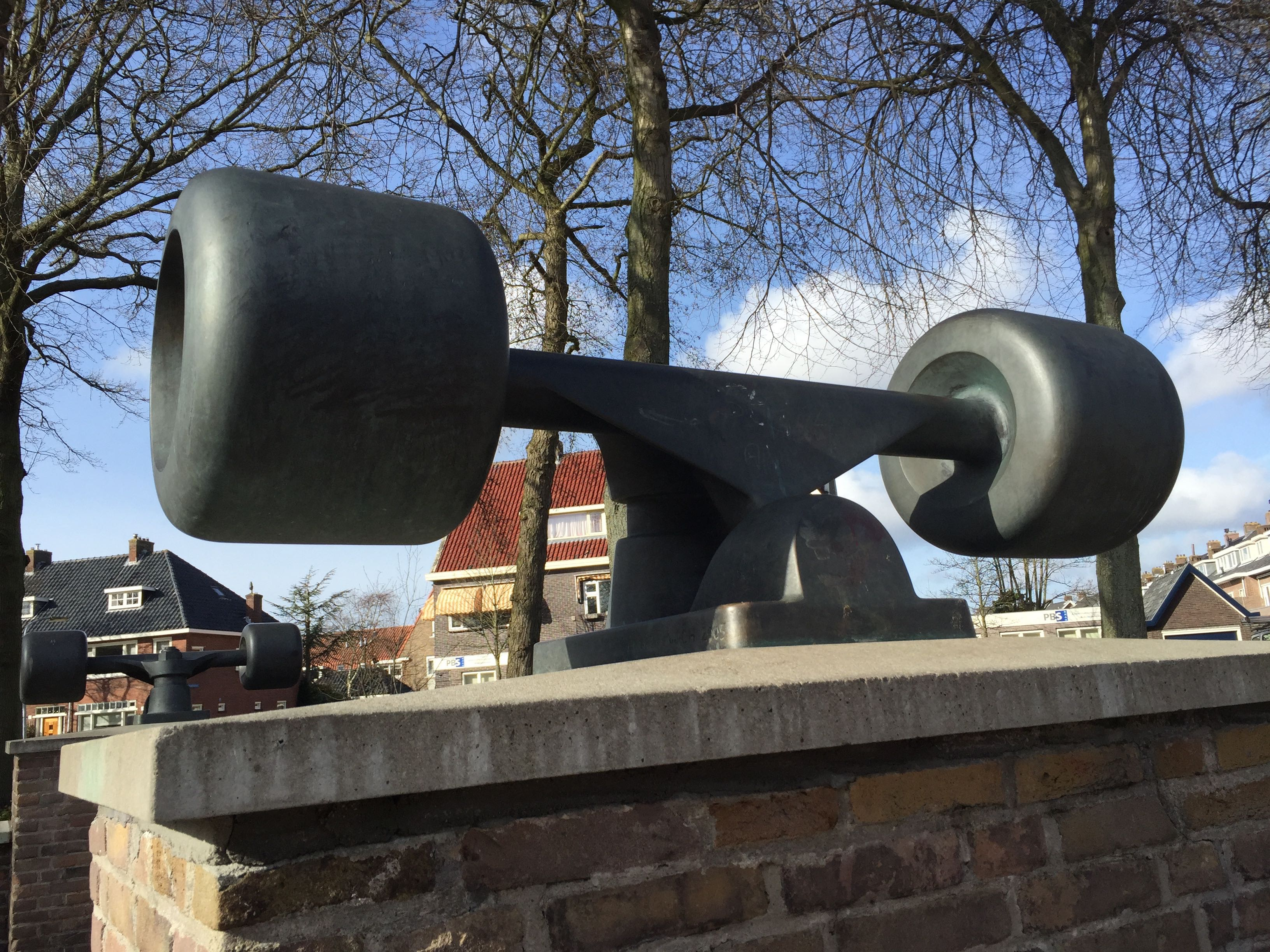
Skatetrucks (2005), Andrew March
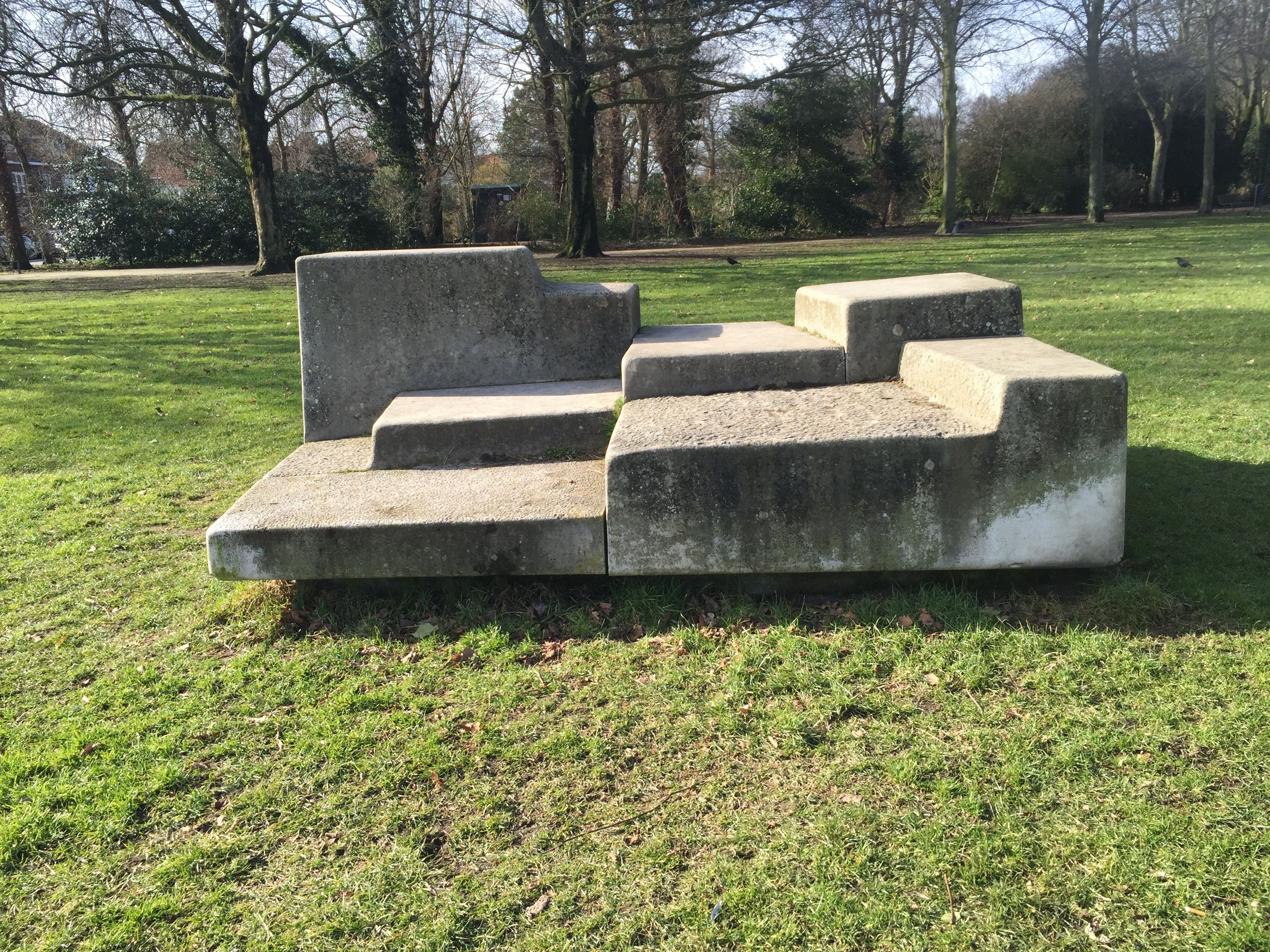
Sculptuur Bordesjes (1987), Ben Guntenaar
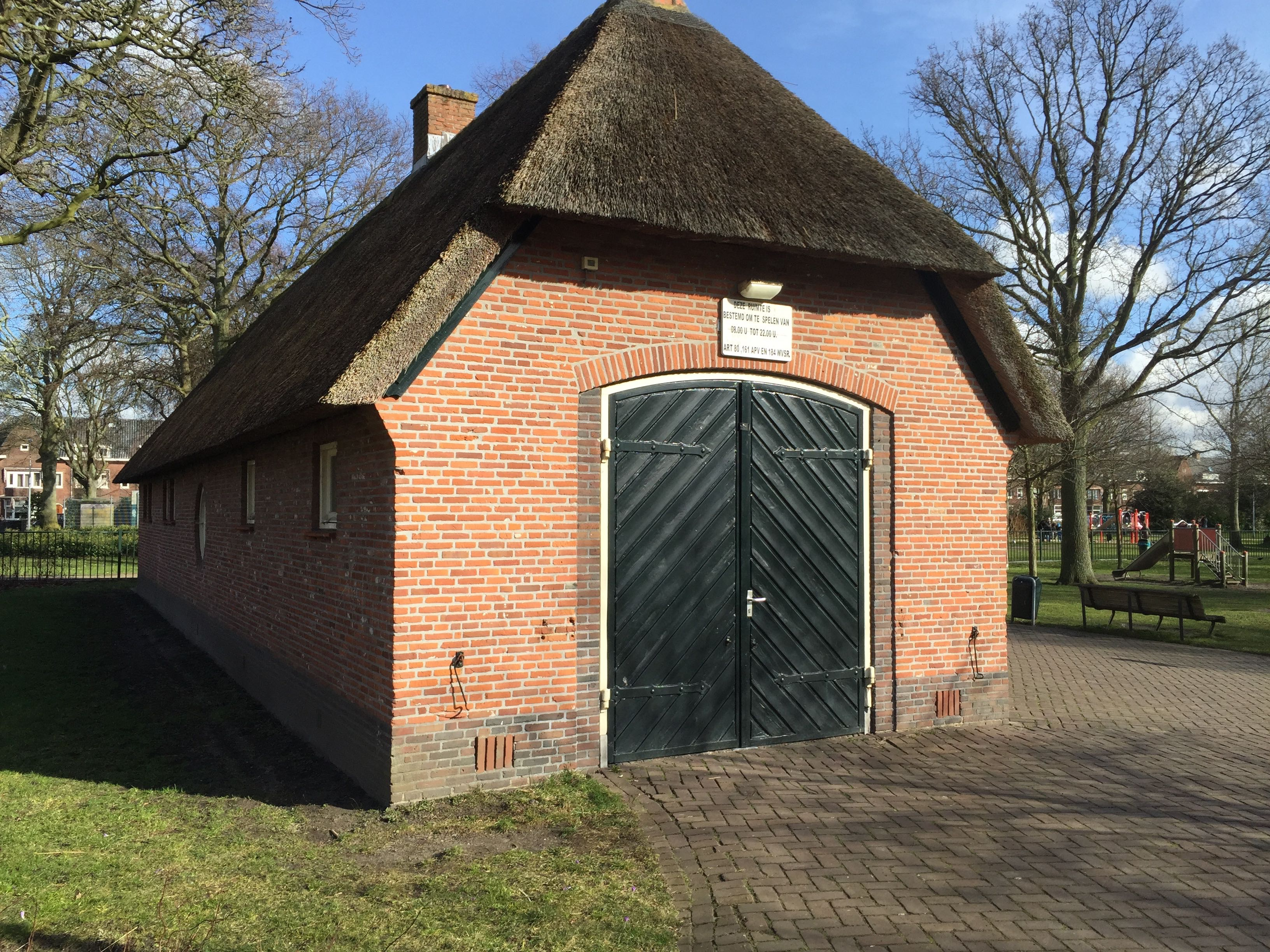
Posthuis
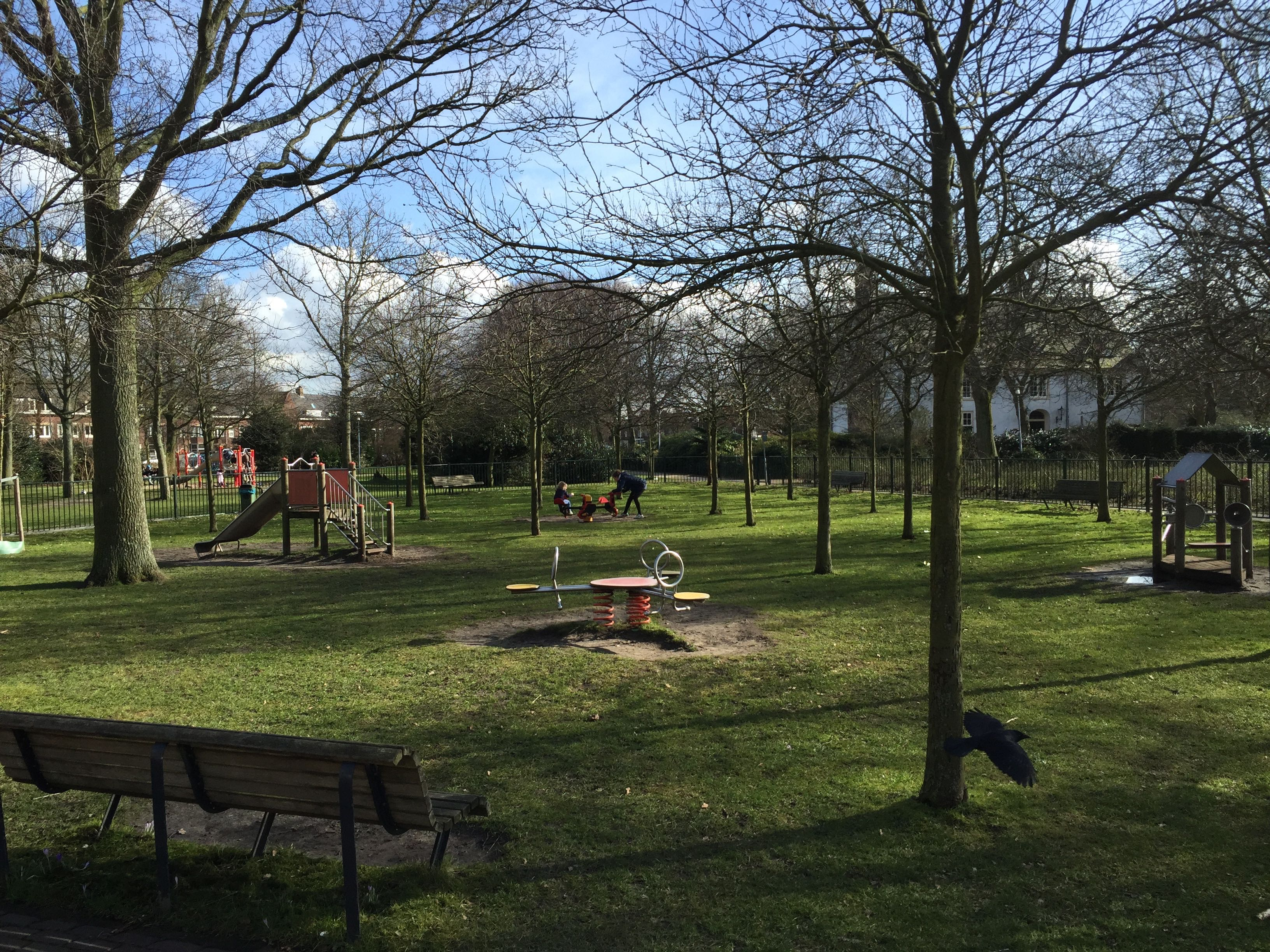
Speeltuin
Skatebaan en speelweide